# José da Silva Matos
José da Silva Matos (São Luís, 10 de dezembro de 1916) é um contabilista e político brasileiro que foi deputado federal pelo Maranhão.

## Dados biográficos
Filho de João Assis de Matos e Etelvina Ramos da Silva Matos. Estudou no Liceu Maranhense e depois formou-se contabilista na Escola Superior de Comércio de São Luís. Durante o período em que viveu em Buenos Aires foi adido comercial junto à embaixada brasileira e chefe do escritório comercial do Brasil e ao voltar ao país ocupou uma diretoria no Banco de Crédito da Borracha em 1948 e depois no Instituto de Previdência e Assistência aos Servidores do Estado (IPASE).
Como aliado de Vitorino Freire, elegeu-se deputado federal via PST em 1950 ao lado de seu irmão, Afonso Matos. Candidato a reeleição pelo PSD na eleição seguinte não logrou êxito, mas foi presidente do Banco de Crédito da Amazônia entre 1955 e 1958.